# Odelay
Az 1996-os Odelay Beck ötödik nagylemeze. Az album a 16. helyig jutott a Billboard 200-on, az Egyesült Államokban kétmillió példányban kelt el. Ez volt Beck első sikeres albuma az Egyesült Királyságban, a 17. helyig jutott az albumlistán. Azóta platina minősítést szerzett itt.
Az album 1997-ben Grammy-díjat nyert a legjobb alternatív zenei album kategóriában csakúgy, mint a Where It's At dal a legjobb férfi rockénekesi teljesítmény kategóriában. 2003-ban 305. lett a Rolling Stone magazin Minden idők 500 legjobb albuma listáján. A Pitchfork Media az 1990-es évek 19. legjobb albumának nevezte. Az album szerepel az 1001 lemez, amit hallanod kell, mielőtt meghalsz című könyvben.

## Az album dalai
|     | Cím                         | Szerző(k)                        | Hossz |
| --- | --------------------------- | -------------------------------- | ----- |
| 1.  | Devils Haircut              | Beck, John King, Michael Simpson | 3:14  |
| 2.  | Hotwax                      | Beck, King, Simpson              | 3:49  |
| 3.  | Lord Only Knows             | Beck                             | 4:14  |
| 4.  | The New Pollution           | Beck, King, Simpson              | 3:39  |
| 5.  | Derelict                    | Beck, King, Simpson              | 4:12  |
| 6.  | Novacane                    | Beck, King, Simpson              | 4:37  |
| 7.  | Jack-Ass                    | Beck, King, Simpson              | 4:11  |
| 8.  | Where It's At               | Beck, King, Simpson              | 5:30  |
| 9.  | Minus                       | Beck                             | 2:32  |
| 10. | Sissyneck                   | Beck, King, Simpson              | 3:52  |
| 11. | Readymade                   | Beck, King, Simpson              | 2:37  |
| 12. | High 5 (Rock the Catskills) | Beck, King, Simpson              | 4:10  |
| 13. | Ramshackle                  | Beck                             | 7:29  |

## Közreműködők
- Beck – orgona, akusztikus gitár, basszusgitár, szájharmonika, ütőhangszerek, cseleszta, dob, elektromos gitár, billentyűk, elektromos zongora, ének, clavinet, slide gitár; művészeti vezető, design, keverés, producer
- Mike Boito – orgona, trombita
- Mario Caldato, Jr. – producer, keverés
- Charlie Haden – basszusgitár
- Greg Leisz – pedal steel gitár
- Bob Ludwig – mastering, fényképek
- Mike Millius – sikolyok
- Brian Paulson – producer, keverés
- Tom Rothrock – producer, keverés
- Rob Schnapf – producer, keverés
- Joey Waronker – ütőhangszerek, dob
- Dust Brothers – producer, keverés
- Robert Fisher – művészeti vezető, design
- Nitin Vadukul – fényképek
- Zarim Osborn – művészi munka, kollázs
- Al Hansen – művészi munka, kollázs
- Shauna O'Brien – koordinátor, produkciós koordinátor
- Manuel Ocampo – művészi munka, festmények, kollázs
- David Brown – szaxofon
- Ross Harris (a ritmus elbűvölő mágusa)
- David Campbell - hangszerelés
- Brian Hewitt (DJ Smash) - lemezjátszó

## Fordítás
Ez a szócikk részben vagy egészben az Odelay című angol Wikipédia-szócikk ezen változatának fordításán alapul.  Az eredeti cikk szerkesztőit annak laptörténete sorolja fel. Ez a jelzés csupán a megfogalmazás eredetét és a szerzői jogokat jelzi, nem szolgál a cikkben szereplő információk forrásmegjelöléseként.